# Nemognatha innotatithorax
Nemognatha innotatithorax es una especie de coleóptero de la familia Meloidae.

## Distribución geográfica
Habita en Eritrea.